# Albrecht Altdorfer
Albrecht Altdorfer (1480 circa – Ratisbona, 12 febbraio 1538) è stato un pittore tedesco, fondatore della Scuola danubiana nel sud della Germania, contemporaneo di Albrecht Dürer.

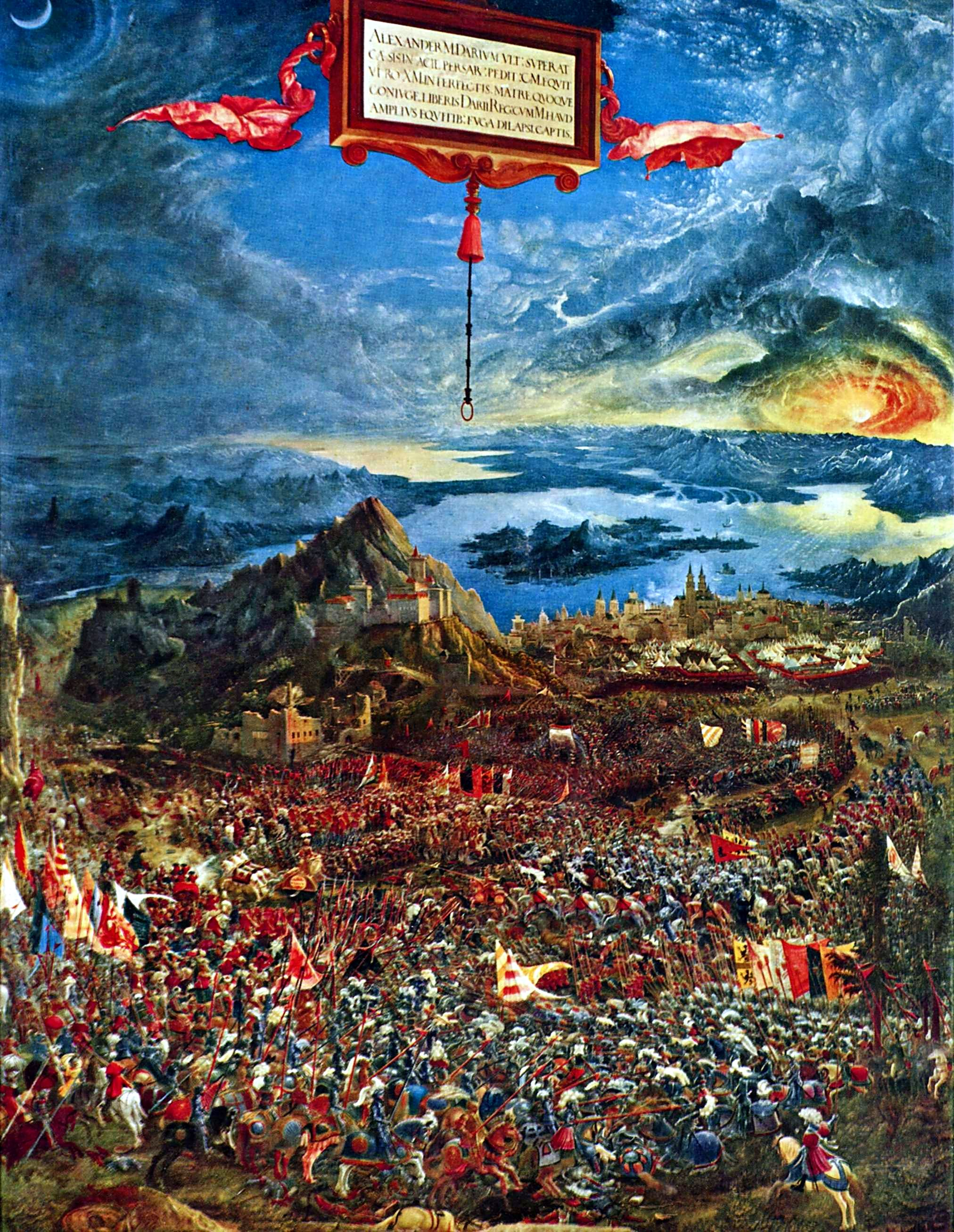
Battaglia di Alessandro e Dario a Isso (1529), Monaco, Alte Pinakothek

Fu uno dei principali artisti del Rinascimento tedesco, oltre che pittore anche architetto, incisore, scultore, calcografo e disegnatore per xilografie. Dipinse rappresentazioni religiose e mitologiche, ma furono in particolare i suoi paesaggi a renderlo celebre per la loro bellezza: furono creati dall'artista non per illustrare storie e parabole, ma con il proposito di esaltare il fascino della natura e delle figure umane che si muovono all'interno di essa.
Altdorfer fu il primo a portare il paesaggio come soggetto indipendente in pittura, dopo le prove su disegno e ad acquerello di Leonardo e Dürer.

## Biografia
Nacque a Ratisbona o ad Altdorf, verso il 1480.
Figlio del miniatore Ulrich Altdorfer, dal padre acquisì un gusto per il dettaglio più minuto. Forse visitò l'Italia del Nord, prima di stabilirsi a Ratisbona nel 1505. In quegli anni il suo stile si andò evolvendo da scene minute e meticolose a un gusto sempre maggiormente monumentale. Tipica nella sua poetica fu l'attenzione la natura, che si spinse fino alla produzione di paesaggi svincolati da ogni pretesto iconografico, facendone uno dei primi paesaggisti della storia.
Le prime opere sicure, perché firmate, risalgono al 1506, tra cui San Francesco stigmatizzato e San Gerolamo. Si tratta di incisioni su rame e disegni dove, sebbene compaiano motivi della più varia provenienza, si affermava già chiaramente lo stile dell'artista. I modelli principali sono i nielli italiani e le incisioni sul rame della cerchia di Jacopo de Barbari e di Dürer.
Probabilmente fece nel 1511 un viaggio sul Danubio e nel 1535 è documentata la sua attività a Vienna. A quegli anni risale la tavoletta di San Giorgio nella foresta, un piccolo capolavoro, in cui i personaggi si perdono talmente bene col paesaggio, che ad un'occhiata veloce è quasi difficile individuarli.
Nel 1513 venne chiamato dall'imperatore Massimiliano I a Innsbruck, dove ricevette varie committenze dalla corte. Negli anni venti, mentre scoppiava la Riforma, si dedicò soprattutto all'edilizia pubblica, rallentando la produzione pittorica. Le rare opere dell'epoca mostrano un crescente interesse verso il contesto prospettico e architettonico. Tornato nella sua città, una volta raggiunta l'agiatezza economica e il prestigio sociale, negli anni trenta si impegnò in politica, diventando prima consigliere comunale e poi "mastro costruttore", nonché incaricato di sovrintendere alle fortificazioni di Ratisbona.
Le opere di quegli anni furono la Natività con notevoli giochi di luce, la Famiglia dell'uomo selvatico, dove i toni aspri del Cranach si legano a spunti giorgioneschi, la Crocifissione, uno dei suoi capolavori che presenta figure turbinanti e volti quasi deformati, i Santi Giovanni Battista ed Evangelista nel quale emergono le linee drammatiche del paesaggio e la panoramica dall'alto, peculiare dell'artista, il Riposo dalla fuga in Egitto. Subì anche l'influenza di Lucas Cranach, che si riflette in uno dei suoi capolavori, Crocifissione del museo di Kassel, e di Michael Pacher, che lo spinse a ricercare ambientazioni architettoniche originali e fantasiose, come nella Natività della Vergine di Monaco.
Proseguì la sua carriera con dipinti come l'Annunciazione, l'Ultima Cena e raggiunge la sua maturità artistica sviluppando l'altare-scrigno dell'abbazia di Sankt Florian a Linz.
Nel 1528 rifiutò la carica di borgomastro poiché impegnato nella realizzazione della Battaglia di Alessandro e Dario a Isso per il duca Guglielmo di Baviera, un originale omaggio alla poesia della natura, un forte senso di partecipazione umana e un geniale raccordo tra il particolare e l'universale. Negli anni seguenti la sua produzione pittorica si fa ancora più rara e occasionale, per via dell'ostilità verso l'arte sacra dei protestanti. In tali lavori impresse tutti i riflessi della difficile e inquietante scena politico-religiosa tedesca.
Tra le opere tarde, Susanna al bagno caratterizzato da fremiti luminosi e fantasiosi.

## Opere principali
- Dittico, 1507, tavola, 24x21 cm ciascun pannello, Berlino, Gemäldegalerie
- Famiglia dell'uomo selvatico, 1507, tavola, 23x20 cm, Berlino, Gemäldegalerie
- L'arresto di Cristo (1509-1516), Olio su tavola, 129,5 x 97 cm, Sankt Florian bei Linz, Augustiner Chorherrenstift
- San Giorgio nella foresta, 1510, tavola, Monaco di Baviera, Alte Pinakothek,
- Riposa durante la fuga in Egitto (1510), Olio su tavola, 57x38 cm, Berlino, Gemäldegalerie
- Cristo sulla croce tra Maria e san Giovanni (1512 circa), tavola, 102 x 116 cm, Kassel, Gemäldegalerie
- Grande abete, 1512-1522, incisione acquerellata, 22,5x17 cm, Coburgo, Kunstsammlungen der Veste Coburg
- Natività, 1513 circa, tavola, 36x26 cm, Berlino, Gemäldegalerie
- Resurrezione di Cristo (1516 circa), Olio su tavola, 70,5 x 37,3 cm, Vienna, Kunsthistorisches Museum
- Sepoltura di Cristo (1516 circa), Olio su tavola, 70,5 x 37,3 cm, Vienna, Kunsthistorisches Museum
- Comunione degli apostoli (1516-1518), Olio su tavola, 42 x 32,5 cm, Berlino, Gemäldegalerie
- Bella Madonna, legno, Ratisbona, Stiftskirche Sankt Johann
- Paesaggio con un ponte, 1518 circa, tavola, 42x35,5 cm, Londra, National Gallery
- Flagellazione di Cristo (1518), Olio su tavola, 129 x 97 cm, Sankt Florian bei Linz, Augustiner Chorherrenstift
- Congedo di san Floriano, 1518-1520 circa, olio su tavola, 81,4x67 cm, Firenze, Galleria degli Uffizi
- Martirio di san Floriano, 1518-1520 circa, olio su tavola, 76x67 cm, Firenze, Galleria degli Uffizi
- Paesaggio, incisione, Vienna, Graphische Sammlung Albertina
- Bella Madonna di Ratisbona, 1519-1520, xilografia, 34x24,5 cm
- Natività della Vergine, 1520 circa, olio su tavola di pino, 140,7x130 cm, Monaco di Baviera, Alte Pinakothek
- Cristo sulla croce (1520 circa), Tavola, 75x57,5 cm, Budapest, Szépmûvészeti Múzeum
- Commiato di Cristo dalla madre (1520 circa), Olio su legno di limone, 141 x 111 cm, Londra, National Gallery
- Paesaggio danubiano, 1520-1525, tavola, 30x22 cm, Monaco di Baviera, Alte Pinakothek
- Madonna col Bambino (1520-1525), Tavola, 49,4 x 35,5 cm, Budapest, Szépmûvészeti Múzeum
- Ritratto di donna, 1522 circa, olio su tavola, 59x45 cm, Madrid, Museo Thyssen-Bornemisza
- Crocifissione (1526 circa), Tavola di tiglio, 29 x 21 cm, Berlino, Gemäldegalerie
- Susanna al bagno e lapidazione dei vecchioni, 1526, tavola, 74,8x61,2 cm, Monaco di Baviera, Alte Pinakothek
- Battaglia di Alessandro e Dario a Isso, 1529, tavola, 158,4x120,3 cm, Monaco di Baviera, Alte Pinakothek
- Amanti, 1530 circa, affresco staccato, 36x40 cm, Budapest, Szépmûvészeti Múzeum
- Lot e le sue figlie, 1537, olio su tavola, 107,5x189 cm, Vienna, Kunsthistorisches Museum